# Megaselia impressa
Megaselia impressa är en tvåvingeart som beskrevs av Borgmeier 1962. Megaselia impressa ingår i släktet Megaselia och familjen puckelflugor. Inga underarter finns listade i Catalogue of Life.